# 拉毛遗址
拉毛遗址，位于中国青海省尖扎县昂拉乡拉毛村，为第四批青海省文物保护单位，公布日期为1986年5月27日，类型为古遗址。
拉毛遗址的历史年代为马家窑类型、马厂类型。